# The Wondergirls
The Wondergirls — американский сайд-проект и супер-группа, образованная в 1999 году. В составе The Wondergirls были фронтмен Stone Temple Pilots Скотт Вейленд, Марк МакГрат из Sugar Ray, Ян Эстбери из The Cult, Шеннон Лето из 30 Seconds To Mars, Джей Гордон и Райан Шак из Orgy, Дуг Ардито из Puddle of Mudd, Кен Эндрюс из Failure, Мартин Ленобль из Porno for Pyros и Трой Ван Левен из Queens of the Stone Age.
The Wondergirls записали две песни, «Let’s Go All the Way» и «Drop That Baby» с Эшли Гамильтоном.

## Участники группы
- Скотт Вейланд — вокал, клавишные
- Ян Эстбери — вокал, гитара, губная гармоника, перкуссия
- Шеннон Лето — ударные
- Кен Эндрюс — гитара, синтезатор
- Дуг Ардито — клавишные
- Джей Гордон — вокал, синтезатор
- Мартин Ленобль — бас-гитара
- Марк МакГрат — вокал
- Райан Шак — гитара
- Трой Ван Левен — гитара